# John Cox (Spezialeffektkünstler)
John Cox (* 18. Dezember 1959) ist ein australischer Spezialeffektkünstler, spezialisiert auf Animatronic.

## Leben
Cox begann seine Karriere 1983 mit dem australischen Filmmusical Return of Captain Invincible oder Wer fürchtet sich vor Amerika?. 1995 war er für die Animatronic beim Familienfilm Ein Schweinchen namens Babe verantwortlich. Es folgten weitere große Filmproduktionen wie Schweinchen Babe in der großen Stadt, Pitch Black – Planet der Finsternis und Crocodile Dundee in Los Angeles. Cox ist Inhaber von John Cox’s Creature Workshop, der Großplastiken für die Verwendung in Film und Fernsehen sowie in Freizeitparks anbietet.
1996 wurde er für Ein Schweinchen namens Babe gemeinsam mit Scott E. Anderson, Charles Gibson und Neal Scanlan mit dem Oscar in der Kategorie Beste visuelle Effekte ausgezeichnet. Bei den BAFTA Film Awards ging Cox dagegen in der Kategorie Beste visuelle Effekte leer aus. In Australien wurde Cox mit dem Australian Film Institute Award und dem Gemini Award ausgezeichnet.

## Filmografie (Auswahl)
- 1995: Ein Schweinchen namens Babe (Babe)
- 1998: Schweinchen Babe in der großen Stadt (Babe: Pig in the City)
- 2000: Pitch Black – Planet der Finsternis (Pitch Black)
- 2001: Crocodile Dundee in Los Angeles
- 2002: Scooby-Doo
- 2003: Peter Pan
- 2005: Im Rennstall ist das Zebra los (Racing Stripes)
- 2006: The Host (Gwoemul)
- 2008: Die Insel der Abenteuer (Nim’s Island)

## Auszeichnungen (Auswahl)
- 1996: Oscar in der Kategorie Beste visuelle Effekte für Ein Schweinchen namens Babe
- 2010: BAFTA-Film-Award-Nominierung in der Kategorie Beste visuelle Effekte für Ein Schweinchen namens Babe